# Перегудов, Герман Сергеевич
Ге́рман Серге́евич Перегу́дов (10 февраля 1929, Горелое, Тамбовский район, Центрально-Чернозёмная область, РСФСР — 16 сентября 2001, Миасс, Челябинская область, Россия) — советский, российский инженер, машиностроитель, заместитель главного конструктора по лётным испытаниям СКБ-385 Государственного комитета по оборонной технике СССР. Герой Социалистического Труда (1963).

## Биография
Родился 10 февраля 1929 года в селе Горелое, Тамбовский район. 
Окончил Московское высшее техническое училище им. Н. Э. Баумана (1952), инженер-механик.
В 1952—1997 годах (Златоуст, Миасс, в СКБ № 385, КБ машиностроения, ФГУП "Государственный ракетный центр «КБ им. академика В. П. Макеева»): инженер, заместитель главного конструктора по лётным испытаниям, начальник отдела нестандартного испытательного оборудования. 
Участник разработки трёх поколений стратегических морских комплексов с ракетами Р-11ФМ, Р-13, Р-21, Р-27, Р-27У, Р-27К, Р-29, Р-39, Р-29РМ и 11 их модификаций. Разработал и реализовал программы лётных испытаний морских комплексов с ракетами Р-11ФМ, Р-13, Р-21, спроектировал ряд уникальных специальных стендов и оборудования для оснащения лабораторно-экспериментальной базы предприятия.
С 1997 года на пенсии. Жил в городе Миассе Челябинской области. 
Скончался 19 сентября 2001 года в Миассе. Похоронен на Северном кладбище в Миассе.

## Награды
- Герой Социалистического Труда — Указом Президиума Верховного Совета СССР (с грифом «не подлежит опубликованию») от 28 апреля 1963 года «за большие заслуги в деле создания и производства новых типов ракетного вооружения, а также атомных подводных лодок и надводных кораблей, оснащенных этим оружием, и перевооружения кораблей Военно-Морского Флота» удостоен звания Героя Социалистического Труда с вручением ордена Ленина и золотой медали Серп и Молот[2][3]
- два ордена Ленина (1961, 1963)
- орден «Знак Почёта» (1975), медали.
- Ленинская премия (1974)
- Почётный гражданин города Миасс (2002)